# Alexandre Brongniart

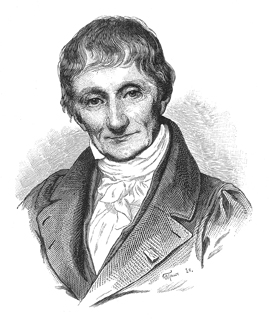
Alexandre Brongniart

Alexandre Brongniart (n. 5 februarie 1770, Paris, Regatul Franței – d. 7 octombrie 1847, Paris, Île-de-France, Franța) a fost un chimist, mineralog și zoolog francez. A colaborat cu Georges Cuvier la un studiu de geologie în jurul Parisului. A fost fiul arhitectului Alexandre-Théodore Brongniart⁠(d) și tatăl biologului Adolphe-Théodore Brongniart⁠(d). Abrevierea numelui său în cărți științifice este Al.Brongn..